# Lipovec (district de Blansko)
Pour les articles homonymes, voir Lipovec.
Lipovec (en allemand : Lippowetz ou Seibotschlag) est une commune du district de Blansko, dans la région de Moravie-du-Sud, en République tchèque. Sa population s'élevait à 1 190 habitants en 2020.

## Géographie
Lipovec se trouve à 12 km à l'est-nord-est de Blansko, à 26 km au nord-est de Brno et à 187 km à l'est-sud-est de Prague.
La commune est limitée par Holštejn au nord, par Rozstání au nord-est, par Kulířov au sud-est, par Krásensko, Kotvrdovice et Krasová au sud, et par Ostrov u Macochy à l'ouest.

## Histoire
La première mention écrite de la localité date de 1349.